# La veritaaaà
La veritaaaà un film TV del 1982, scritto, diretto e interpretato da Cesare Zavattini.

## Produzione
La genesi del progetto, risalente al 1962, quando Zavattini depositò un soggetto chiamato Assalto  alla Tv, attraversa una serie lunghissima di traversie e di modifiche. In un primo tempo il protagonista si chiama Enzo, come il cantante Jannacci, che avrebbe dovuto interpretarlo, e la storia avrebbe dovuto riguardare un'infelice audizione alla Rai del protagonista, che scatena la sua ribellione. Tale trama diventa poi quello per un film musicale, che doveva avere la regia di Ugo Gregoretti e le musiche di Nino Rota, sempre con Jannacci interprete.
Negli anni Settanta arriva l'idea del pazzo fuggito dal manicomio (che resta nella versione definitiva) interpretato da Roberto Benigni, per un film prodotto dalla Rai, II rete. Tramontata l'ipotesi di Benigni, Zavattini rivede nuovamente il già elaboratissimo copione, decidendo di interpretare egli stesso il ruolo del pazzo Antonio, protagonista del film.

## Trama
Antonio fugge dal manicomio, viaggia in autobus per la città, viene inseguito da infermieri e polizia, che convince a lasciarlo proseguire. Riesce a parlare alla folla ed anche alla televisione, dove inaugura il "Canale degli Italiani, il Canale della Verità". In seguito incontra anche Garibaldi, e viene malmenato da dei personaggi che lo accusano di essere un provocatore. Decide di andare a parlare della sua verità con il Papa: durante questo colloquio vede persino la Morte, che decide di non portarselo via.
Il film finisce per diventare così il vero e proprio testamento spirituale di Zavattini, l'ultimo da lui scritto, ed insieme il primo diretto ed interpretato: fatto talmente chiaro a Zavattini stesso che, nelle ultime sequenze si presenta al pubblico senza il camice di Antonio urlando «poscritto! poscritto!», ma come autore per dire, tra le altre cose, che «Il pensiero ha bisogno degli ingredienti di tutti per manifestarsi, altrimenti non si manifesta [...] perché tutti siamo uguali nella ...grandezza!».